# Alaskan husky

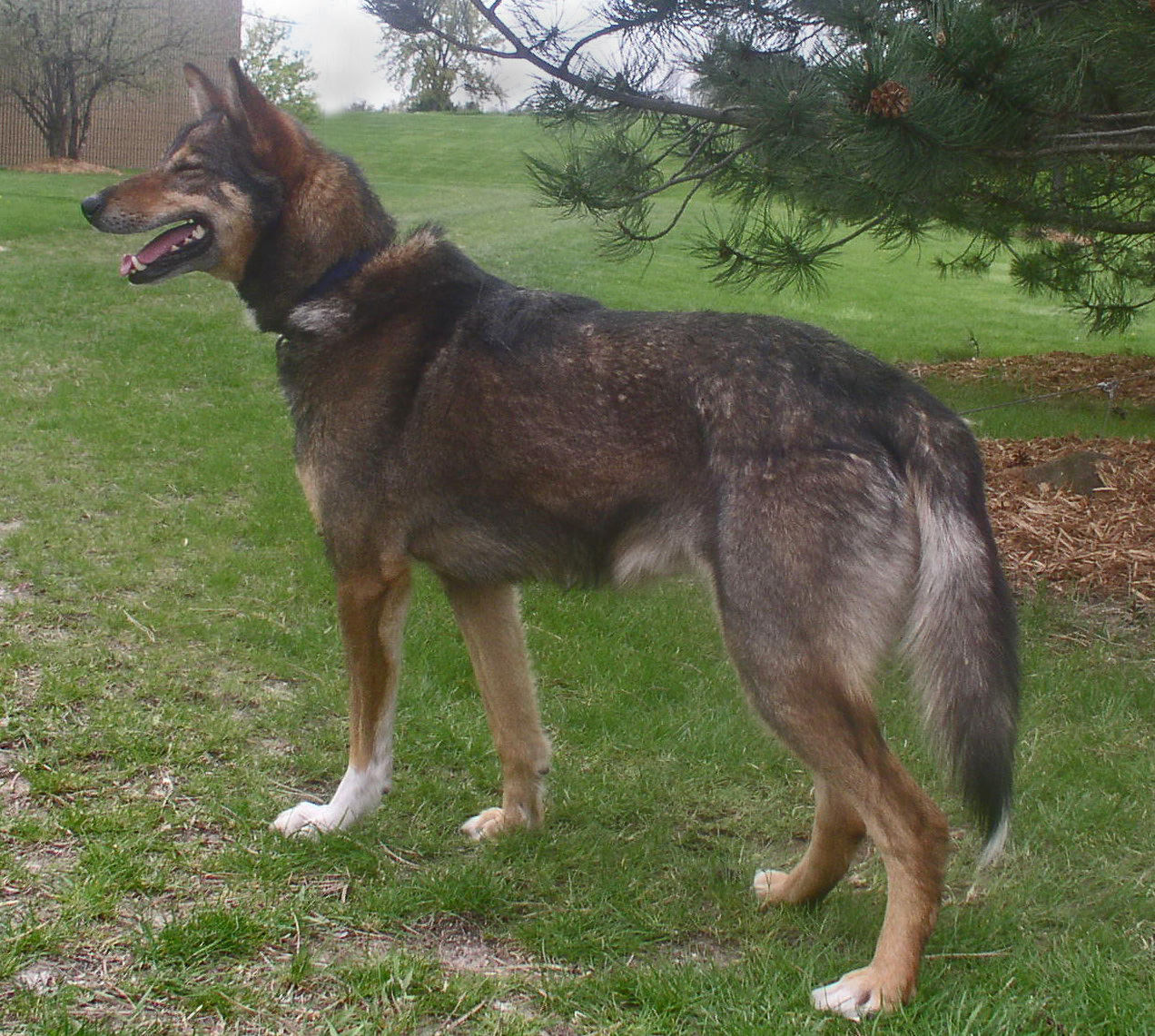
Alaskan husky.

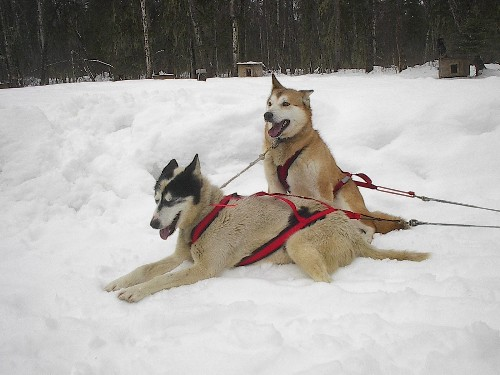
Draghundar av typen alaskan husky.

Alaskan husky (amerikansk engelska: Alaskan Husky) är en typ av hund, framavlad för att vara en bra slädhund. Den räknas officiellt som blandras, eftersom typen inte är erkänd som egen ras av någon större internationell kennelorganisation. Hunden har sitt ursprung i Nordamerika. 
Vad som utgör en alaskan husky är omtvistat. Vissa anser att alla draghundskorsningar kan kallas alaskan husky, medan andra menar med alaskan husky de hundar som avlats för drag i många generationer med känd härstamning långt bakåt. De flesta hundar som kallas alaskan husky är olika korsningar med siberian husky (eller andra typer av spetsar), men det finns även alaskan husky-hundar där man inte kan spåra sådan inblandning på väldigt många generationer. Målet med aveln är de egenskaper som behövs för att vara en bra draghund, medan egenskaper som färg, öronställning, svans eller andra delar av utseendet spelar mindre eller ingen roll.

## Olika typer
Alaskan husky är i första hand en hund för den som har ambitioner att tävla. Beroende på vilken disciplin man är intresserad av finns olika typer. Ursprungligen har alaskan husky varit en långdistanshund likt siberian huskyn. Sedan 1940-talet har man dock avlat på typer med greyhound (och ibland andra vinthundar) i blodet, vilket har gett mer högresta hundar som man ofta tävlat med i kortare discipliner; det är inte heller ovanligt att man avlat in en del vinthund i hundar för längre discipliner. För längre tävlingar handlar det dock ofta om hundar med en mindre andel vinthund och en större andel polarhund, eftersom egenskaper som päls och köldtålighet då är viktiga, egenskaper som inte gör sig gällande under kortare lopp. Vissa forskare anser att alaskan husky generellt har mer inblandning av europeiska hundraser än vad alaskan malamute och siberian husky har; dessa senare ska ha bevarat mer av sin sibiriska härstamning.
Man har även nyttjat olika fågelhundar i aveln, då oftast vorsteh och pointer. Dessa hundar brukar man se på som smartare än spets- och vinthundskorsningar, och nyttjas gärna främst i spannet på grund av intelligensen. Vissa uppfödare nöjer sig dock inte med fågelhundarnas intelligens, och i vissa individer av alaskan husky kan man även spåra vallhundsblod, till exempel border collie.
Olika uppfödare av alaskan husky-hundar har olika mål med sin uppfödning, och vilka hundar man avlar på påverkas av detta. En del uppfödare har dessutom gett sina egna linjer andra namn än alaskan husky, och dessa hundar kan ofta vara mer homogena än alaskan husky över lag.
Generellt är alaskan husky mer högbent än siberian husky och lite större, med bra päls men oftast lite mindre än de renrasiga polarhundarna. Alaskan husky har ibland mindre jaktinstinkt än de andra polarhundarna, och de är generellt vänliga och lätthanterliga hundar.

## Alaskan husky i Sverige
I Sverige fanns 880 registrerade alaskan husky-hundar 2018. 2021 hade den siffran stigit till 2075 stycken.